# ジャングル風呂

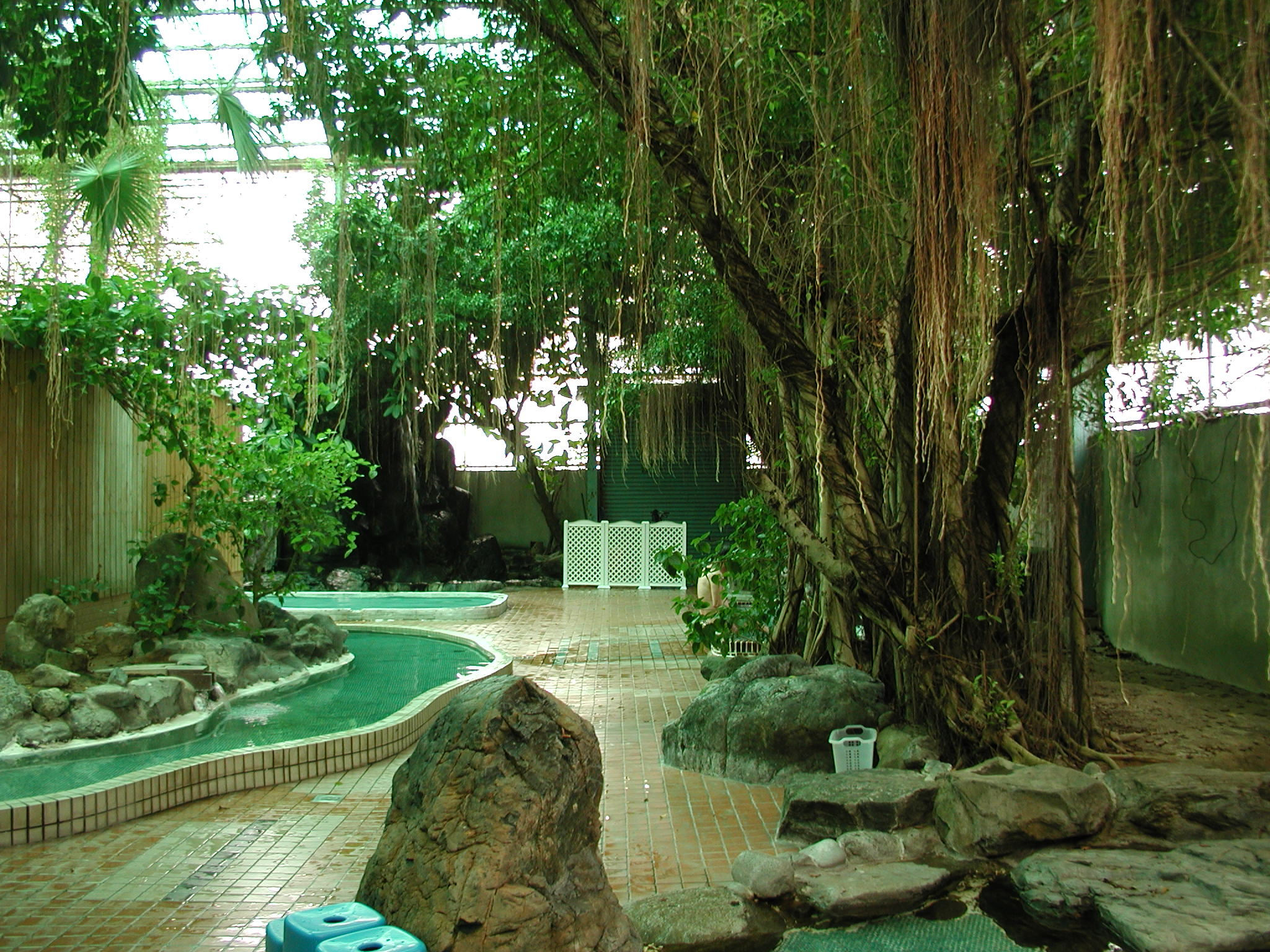
ジャングル風呂の一例
原鶴温泉咸生閣（2004年8月28日）

ジャングル風呂（ジャングルぶろ）とは、熱帯植物を繁茂させた温室に大浴場、家族風呂等の各種浴槽を設置した大規模な入浴施設。施設の利用者は通常の公衆浴場と同様に全裸が原則である。施設によっては、温泉を引湯しているところもある。

## 概要
大規模入浴施設の設置形態のひとつであり、健康ランドや大規模な温泉旅館に設置されることが多い。採光式の建屋にある程度以上（150坪以上）の規模で設置されることが多く、浴室内に築山や熱帯庭園を設置したり、浴室全体に浅い回流式の浴槽を巡らすなどして、熱帯ジャングルを模した演出を行い、更には人工滝や探検洞窟等を設置し、子供でも楽しめるような娯楽性を付加されていることも多いが、混浴を謳い文句に集客する場合が多い。
多くに共通する特徴の一つに、ライオンか虎の顔を模したお湯の噴き出し口が挙げられる。かつて共用栓の多くは英国産の輸入品で賄われ、ヨーロッパでは中世よりライオンは水の守護神（ちなみに日本・中国といった東洋での水の守護神は龍で、これは「蛇口」の語源となっている）とされてきた事が由縁である。
景色や風情を楽しむという入浴施設という点では、露天風呂や（屋内設置の）岩風呂と共通項があるが、生きた植物を使っていて手入れに手間がかかるため、徐々に姿を消しつつある。積極的に娯楽施設として宣伝・活用している温泉ホテルもある。
施設として、最も流行した時期が昭和の時代ということで、レトロ趣味や昭和懐古趣味として、懐かしむ対象となることもある。最盛期である1965年頃～1975年頃までは、ジャングル風呂を設置したヘルスセンターも各所で営業していた。
肺結核のため若い頃より湯治場で多くの療養経験のある作家藤原審爾は、1976年に平凡社の雑誌『太陽』1月号に、指宿のホテルのジャングル風呂に宿泊した経験を寄稿している。それによると、指宿は四国の宿毛に似たり寄ったりの辺鄙なところだと思っていたが、団体向けの大きな観光ホテルがあり、駅に泊まったような騒々しさで全く落ち着けなかった。ジャングル風呂は30くらいの風呂があり、一見の価値があるのは要するに混浴システムだからで、近頃はいさましい若い女の団体が多いので、一見の価値があるらしいと同行した知人に勧められたが、女専用風呂もあるがそこは男が占領しているので敬遠して丹念に見て回ったものの、80％は男と子供で10%が老婆、残りの10%は子供のおっかさんという具合だったと記している。

## 発祥
ジャングル風呂の発祥地は指宿温泉とされている。全国の類似施設に先駆けて指宿観光ホテルに設けられたジャングル風呂は指宿を代表する名物として認知されていた。一方、鳥類学者蜂須賀正氏の熱海別邸（1933年に築造、1986年に取壊し）には、熱帯植物を植えた大浴場があり、これをもってジャングル風呂の元祖とする説もある。

## 現存するジャングル風呂施設

### 日本国内
- 百穴温泉 春奈（埼玉県比企郡吉見町）
- 熱川温泉 ホテル カターラ福島屋（静岡県賀茂郡東伊豆町）
- 熱川温泉 ホテル志なよし（静岡県賀茂郡東伊豆町）
- 民宿はごろも荘（静岡県沼津市）
- 湯快リゾート越之湯（和歌山県東牟婁郡那智勝浦町）（火災により休業中）
- しあわせの村（兵庫県神戸市北区）
- 原鶴温泉 泰泉閣 ジャングル風呂（福岡県朝倉市）
- 霧島温泉 ホテル霧島キャッスル（鹿児島県霧島市）
- ホテル マル善（鹿児島県薩摩川内市）
- 柿野温泉 八勝園湯本館（岐阜県土岐市）

### 日本国外
- プイエイエ温泉ホテル（チリ）
- 知本温泉 逸園大霧島飯店（台湾）

## かつてジャングル風呂が存在していた施設
- 洞爺温泉 サンパレス洞爺（北海道虻田郡洞爺湖町）
- 屈斜路温泉 いなせレジャーランド（北海道川上郡弟子屈町）
- 秋田ハワイアンセンター（秋田県）
- 秋田温泉 ホテル ハワイ（秋田県秋田市千秋矢留町）
- 秋保温泉 秋保レジャーセンター（宮城県仙台市太白区）
- 松島温泉ヘルスセンター（宮城県宮城郡松島町）
- 飯田温泉 山形ハワイドリームランド（山形県山形市） - 黒川紀章が建築デザイン担当。
- 常磐ハワイアンセンター（福島県いわき市）
- ホテル ジャングルパレス（千葉県南房総市）
- 箱根温泉 箱根小涌園（神奈川県足柄下郡箱根町）
- 永芳閣（富山県氷見市）
- 東尋坊温泉ファミリーランド（現・三国オーシャンリゾート&ホテル）（福井県坂井郡三国町、現・坂井市）
- 松本ヘルスセンター（長野県松本市）
- 戸倉上山田温泉清風園（長野県千曲市）
- 熱川温泉 熱川第一ホテル（静岡県賀茂郡東伊豆町）
- 帝産ヘルスセンター（静岡県田方郡修善寺町、現・伊豆市）
- コーワレジャーランド（愛知県海部郡飛島村）
- 三谷温泉 松風園（愛知県蒲郡市）
- びわ湖温泉 紅葉パラダイス（滋賀県大津市）
- PLランド（桜ケ丘遊園）（大阪府富田林市）
- 有馬温泉池之坊満月城[4]（兵庫県神戸市）
- はわい温泉 羽衣（鳥取県東伯郡湯梨浜町）
- ホテル奥道後 ジャングル温泉（現・奥道後 壱湯の守）（愛媛県松山市） -老朽化のため2014年に露天風呂へと改装。
- 原鶴温泉咸生閣（かんせいかく）（福岡県うきは市） - 2020年3月13日休業、同年3月31日倒産[5]
- 長崎ヘルスセンター（長崎県長崎市）
- 観海寺温泉 別府杉乃井ホテル スギノイパレス 花の大温泉、夢の大温泉（大分県別府市）
- 都井岬 民宿 サンゴ荘　ジャングル風呂（宮崎県串間市）
- 指宿温泉 指宿観光ホテル（現・指宿いわさきホテル）（鹿児島県指宿市）
- 指宿温泉 指宿シーサイドホテル（鹿児島県指宿市）
- 霧島温泉 霧島観光ホテル（鹿児島県霧島市）